# Challenger de Playford 2022
El torneo City of Playford Tennis International 2022 fue un torneo de tenis perteneció al ATP Challenger Tour 2022 en la categoría Challenger 80. Se trató de la 4ª edición; el torneo tuvo lugar en la ciudad de Playford (Australia), desde el 24 de octubre hasta el 30 de octubre de 2022 sobre pista dura al aire libre.

## Jugadores participantes del cuadro de individuales
| Favorito | País                 | Jugador          | Rank1 | Posición en el torneo |
| -------- | -------------------- | ---------------- | ----- | --------------------- |
| 1        | Bandera de Australia | Jordan Thompson  | 83    | Cuartos de final      |
| 2        | Bandera de Australia | James Duckworth  | 108   | Cuartos de final      |
| 3        | Bandera de Australia | Aleksandar Vukic | 150   | Primera ronda         |
| 4        | Bandera de Australia | Li Tu            | 190   | Primera ronda         |
| 5        | Bandera de Australia | Rinky Hijikata   | 191   | CAMPEÓN               |
| 6        | Bandera de Japón     | Rio Noguchi      | 159   | FINAL                 |
| 7        | Bandera de Australia | Dane Sweeny      | 255   | Segunda ronda         |
| 8        | Bandera de Australia | Omar Jasika      | 279   | Semifinales           |

- 1 Se ha tomado en cuenta el ranking del 17 de octubre de 2022.

### Otros participantes
Los siguientes jugadores recibieron una invitación (wild card), por lo tanto ingresan directamente al cuadro principal (WC):
- Alex Bolt
- Blake Ellis
- Edward Winter

Los siguientes jugadores ingresan al cuadro principal tras disputar el cuadro clasificatorio (Q):
- Jeremy Jin
- Blake Mott
- Calum Puttergill
- Ajeet Rai
- Luke Saville
- Yusuke Takahashi

## Campeones

### Individual Masculino
- Rinky Hijikata derrotó en la final a  Rio Noguchi, 6–1, 6–1

### Dobles Masculino
- Jeremy Beale /  Calum Puttergill derrotaron en la final a  Rio Noguchi /  Yusuke Takahashi, 7–6(2), 6–4